# Blauwe Kei (Lommel)
Blauwe Kei is een plaats in de Belgische stad Lommel in de provincie Limburg. Blauwe Kei is ontstaan na het graven van het kanaal Bocholt-Herentals, ter hoogte van de eerste sluis, en valt onder het gehucht Lommel-Werkplaatsen (Lommel-Fabriek).
Iets verder richting Antwerpen is tevens de aftakking van Kanaal naar Beverlo dat eindigt in Leopoldsburg.

## Geschiedenis
De eerste transportverbinding voor de industrie waren waterwegen. Van grote betekenis was de aanleg in 1843 van het Kempisch Kanaal ofwel Kanaal Bocholt-Herentals (ook wel Maas-Schelde kanaal) dat Antwerpen verbindt met de Kempen en in Lanaken aansluit op het Albertkanaal. In de richting van Antwerpen daalt dit kanaal a.g.v. de geologische formatie ‘Breuk van Rauw’ met 15 meter over een afstand van 4 km. Om dit verval te overwinnen, was het noodzakelijk dat men sluizen bouwde. Schepen, die in de richting van Antwerpen varen, moeten dalen en de eerste sluis in rij is de Blauwe kei ofwel sluis 1 ook wel Sas 1.
- sluis 1A 50m x 7m
- sluis 1N 55m x 7,5m

Blauwe Kei ontleent haar naam aan een grote blauwe leisteen die door de Maas zou zijn aangevoerd in de loop der ijstijden, toen rotsblokken uit het zuiden werden meegesleurd door een machtige stroom van gletsjers en smeltwater.
Deze steen heeft als grenssteen tussen Mol en Postel gediend (dus niet precies waar Blauwe Kei nu is) en zou bij verbredingswerken van het kanaal in 1926 onder opgespoten zand terechtgekomen zijn. De Geografische Dienst van België heeft zonder succes getracht deze steen terug te vinden.

## Natuur
Het bosgebied Blauwe Kei-De Maat (op de grens tussen Lommel en Mol) is een onderdeel van het bosgebied Bosland en bestaat in feite uit drie unieke natuurgebieden. Er zijn hier hooilanden, loofbossen, heide, vennen, ondiepe vijvers en moerassen.

## Toerisme
Op 6 oktober 1999 wordt wegens zijn industrieel-archeologische waarde sluis 1 gelegen te Lommel (Lommel), Blauwe Kei als monument en dorpsgezicht beschermd.
De Blauwe Kei is een populaire ontmoetingsplaats voor toeristen. De combinatie van kanalen, het Sassencomplex, het kunstwerk van Michel Franssens en de gezellige terrasjes zorgen ervoor dat de Blauwe Kei een van dé trekpleisters is in Lommel.
Even ten noorden van de Blauwe Kei ligt de Steen der Zeven Heerlijkheden, een andere bekende grenssteen.

## Nabijgelegen kernen
Witgoor, Rauw, Sluis
Deelgemeente: Lommel

Overige kernen: Balendijk · Barrier · Blauwe Kei · Gelderhorsten · Heeserbergen · Heide-Heuvel · Kattenbos · Kerkhoven · Kolonie · Lutlommel · Stevensvennen · Werkplaatsen

Belgische gemeenten · Arrondissement Maaseik · Limburg · Vlaanderen